# Овчинникова, Наталья Анатольевна
Наталья Анатольевна Овчинникова (род. 1 января 1948, Грозный) — советская гимнастка. 

## Биография
Родилась 1 января 1948 года в Грозном. Впоследствии переехала в Киев, где и проживает в настоящее время.

## Спортивная карьера
Многократная чемпионка СССР по художественной гимнастике, чемпионка и серебряный призёр чемпионата мира 1967 года в Копенгагене, мастер спорта СССР международного класса. Тренировалась под руководством Нины Николаевны Силаевой. 